# Плацман, Дэниел
Дэниел Джеймс Платцман (англ. Daniel James Platzman; 28 сентября 1986) — американский музыкант, композитор, автор песен, поэт. Ударник и бэк-вокалист группы Imagine Dragons.

## Биография
Во время учёбы в Беркли Дэн Платцман играл в трёх джазовых оркестрах и принимал участие в престижном джазовом фестивале Betty Carter Jazz Ahead. Дэниэл Платцман присоединился к Imagine Dragons позже всех, хотя был знаком с Уэйном Сермоном и Беном Макки ещё до того, как они перебрались в Лас-Вегас и посвятили себя группе. Когда в 2011 году ударник Imagine Dragons Эндрю Толман покинул коллектив, Уэйн Сермон позвал на это место Дэна. С ним они и записали свой первый альбом, который получил премию Грэмми и множество других наград.

## Карьера

### Imagine Dragons
В 2011 году Уэйн Сермон пригласил Платцмана играть в группе. Дэниел, жертвуя своим последним годом обучения в Беркли, вступает в группу. В это время группа набирает популярность и получает ряд местных наград таких, как «Лучший CD 2011 года» (Vegas SEVEN), «Лучшая местная инди-группа 2010» (Las Vegas Weekly), «Newest Must See Live Act» (Las Vegas CityLife). В ноябре 2011 года группа подписывает контракт с Interscope Records и начинает работать с продюсером Алекс де Кидом.
В 2012 году дебютный альбом Night Visions привел группу к успеху. Он достиг 2 строчки в чарте Billboard 200 и выиграл премию Billboard Music Award за лучший рок-альбом (2014). Песня «It’s Time» стала первым синглом группы, достигшим 15 строчки Billboard Hot 100 и сертифицирован студией RIAA, как платиновый. Вторая песня «Radioactive» достигла 3 строчки в Billboard Hot 100 и был так же сертифицирована RIAA, как бриллиантовая, став самой продаваемой рок-песней в истории Nielsen SoundScan. Третий сингл «Demons» достиг 6 строчки в Billboard Hot 100 и был сертифицирован RIAA, как платиновый. Альбом группы стал дебютным для новой рок-группы за шесть лет (с 2006 года), а песня Radioactive установила новый рекорд в чарте Billboard Hot Rock Songs, держась 23 недели подряд. Треки с альбома вошли в такие чаты, как Billboard Rock Songs, Billboard Alternative Songs и Billboard Pop Songs. Песня Radioactive также была номинирована на две премии Grammy, но в итоге получила премию Grammy Award за лучшую рок-музыку.
В 2015 году второй альбом «Smoke + Mirrors» достиг 1 строчки в Billboard 200 и UK Albums Chart. В нём представлены синглы «I Bet My Life», «Shots» и «Gold».
Группа выпустила песни для нескольких фильмов, в том числе песню «Ready Aim Fire» для Железного человека 3, песню «Who We Are» для Голодных игр, «Battle Cry» для фильма Трансформеры и «Not Today» для До встречи с тобой. Кроме того, в сентябре 2014 года, была выпущена песня «Warriors» вместе с Riot Games вместе с анимированным музыкальным видео, приуроченным к чемпионату мира Лиги легенд.
Платцман появился на обложке журнала Drum! в марте 2015. Два месяца спустя он снова появился в журнале Drum!.

### Фильмы и телевидение
Дэн Платцман сочинил оригинальную партитуру в 2014 году для Africa Investigates для исследовательской серии документальных фильмов на английском языке Al Jazeera, выпускаемой Insight TWI. «Africa Investigates» — это первый в мире документальный фильм, выпущенный исключительно африканскими журналистами-расследователями.
Платцман также сочинил музыку к фильму Best F(r)iends.

## Дискография
Дискография американской рок-группы «Imagine Dragons» состоит из шести студийных альбомов, четырёх концертных альбомов, девяти EP, двадцати трёх синглов и двенадцати музыкальных клипов.

## Награды
- Орден «За заслуги» III степени (23 августа 2022 года, Украина) — за значительные личные заслуги в укреплении межгосударственного сотрудничества, поддержку государственного суверенитета и территориальной целостности Украины, весомый вклад в популяризацию Украинского государства в мире[12].

- Vic Firth Award for Outstanding Musicianship, Berklee School of Music
- Michael Rendish Award in Film Scoring, Berklee School of Music